# Sacré Pétrin
Pour plus de détails, voir Fiche technique et Distribution.
Wallace et Gromit: Sacré Pétrin ou Wallace et Gromit: Un sacré pétrin ! (Wallace and Gromit: A Matter of Loaf and Death) est un moyen métrage britannique d'animation à base de pâte à modeler réalisé par Nick Park et sorti en 2008. Créé à Bristol dans les studios Aardman Animations, il est le cinquième film mettant en scène Wallace et Gromit, après le long métrage Le Mystère du lapin-garou en 2005.

## Synopsis
Wallace et son chien Gromit sont devenus boulangers. Leur domicile s'est vu rajouter un moulin à vent ainsi que divers agencements pour moudre le grain, pétrir et cuire les pâtisseries. Dans les environs, une douzaine de boulangers ont été victimes d'un tueur en série. Alors qu'ils livrent leurs pains à leurs clients de bon matin, Wallace et Gromit rencontrent une femme à bicyclette avec sa petite chienne dans un panier, en haut d'une côte. Les freins lâchent à ce moment-là ; elles se retrouvent à dévaler la pente jusque vers le zoo tout proche. Elles sont secourues par Wallace et Gromit qui parviennent de justesse à les tirer de la fosse aux crocodiles où elles étaient tombées toutes les deux. 
Ayant tout de suite reconnu la femme comme étant Piella, l'égérie de l'entreprise de boulangerie Bake-O-Lite, Wallace, surpris et flatté de la rencontrer en personne, tombe immédiatement sous son charme. Il s'éprend d'elle sans retenue au point qu'elle emménage rapidement chez lui avec une flopée d'affaires.

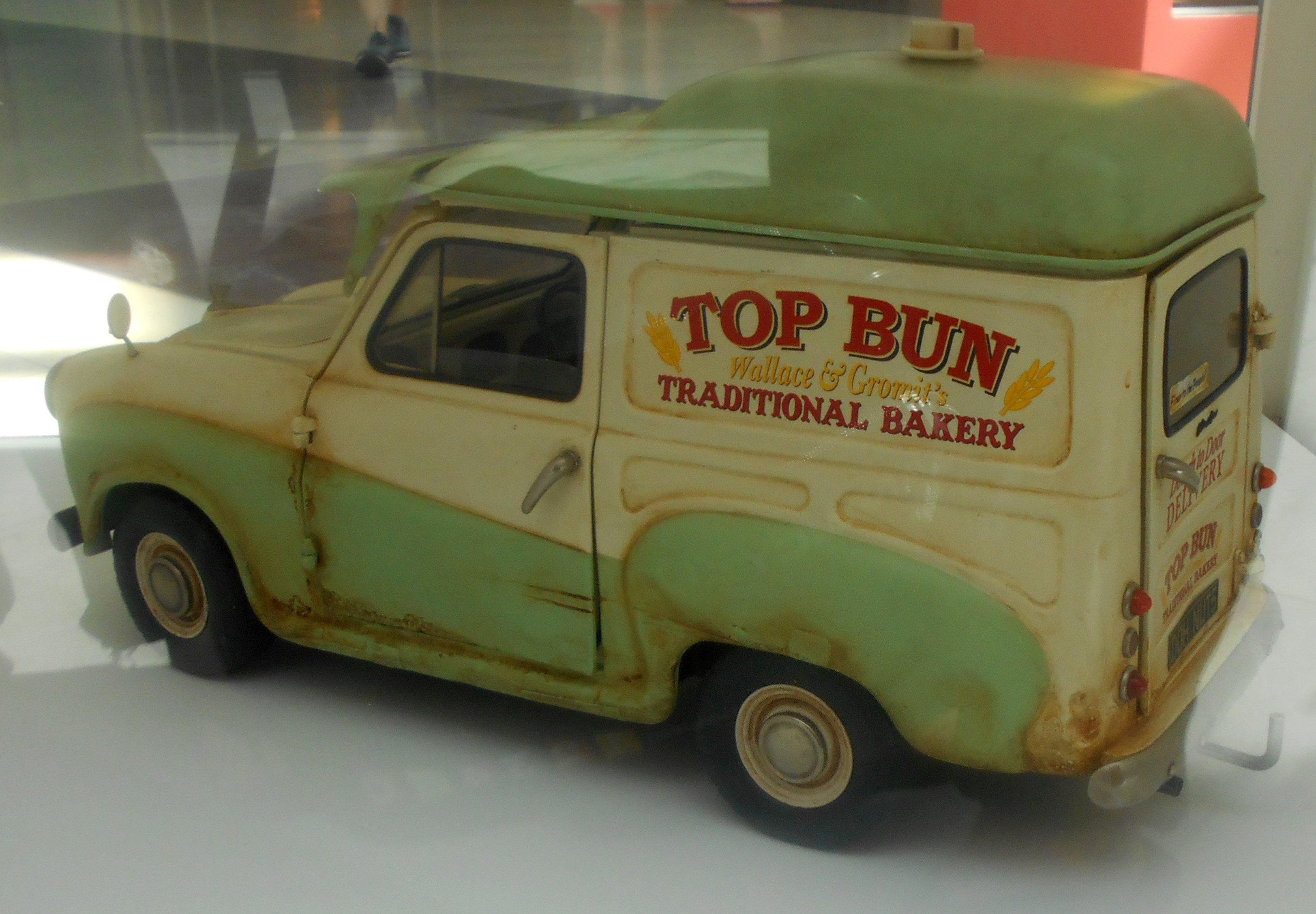
L'Austin A35 van des deux boulangers conduite par Gromit. Cette maquette a été exposée au Festival international du film d'animation d'Annecy en 2014.

Le soir même, tandis que le temps est à l'orage, Gromit est envoyé par son maître dans le manoir de Piella pour lui rendre un porte-monnaie qu'elle vient d'oublier. Poussé par la curiosité, le chien s'aventure jusque dans sa chambre femme, à l'étage. Il y découvre douze mannequins de bois qui sont numérotés et coiffés d'une toque de cuisine. Un treizième mannequin est présent lui aussi, mais ne porte pas de toque. Gromit feuillette un carnet rose placé sur un psyché, où des photographies y sont collées et numérotées : Piella apparaît sur chacune d'elles à côté d'un boulanger différent, et les douze premiers sont barrés d'une croix rouge. Effaré, Gromit voit que son maître est présent sur la treizième photographie, la seule qui n'est pas encore marquée d'une croix rouge. Il a un brusque mouvement de stupeur qui le fait reculer et bousculer les mannequins qui tombent par terre. Attirées par le bruit, Fluffy et sa maîtresse entrent rapidement dans la chambre mais les mannequins ont entre-temps été remis à leur place et Gromit s'est caché en s'accrochant au lustre.
Le lendemain, Gromit sort du manoir vide sans avoir été repéré et retourne chez son maître avec le carnet compromettant. Wallace lui fait alors part de son projet de fiançailles avec Piella, qui est présente dans le salon et parvient à retirer discrètement le carnet à Gromit pour le jeter opportunément au feu avant qu'il n'ait pu faire comprendre à son maître le danger encouru. 
Piella ayant compris que le chien a percé son secret, elle se mord violemment elle-même pour faire croire que Gromit puisse être jaloux et dangereux. Wallace ne cherche pas à vérifier la justesse de cette affirmation. Il muselle son chien et le met à la chaîne dans la cuisine. Piella pousse la cruauté jusqu'à montrer à Gromit qu'elle veuille tuer son maître sous ses yeux : elle parvient presque à pousser Wallace dans son pétrin, mais il est sauvé par un sac de farine qui s'éclate dans le visage courroucé de la mégère. Après une explosion de colère contre les boulangers, elle s'en va furibarde. Le lendemain, l'égérie revient avec une aigreur encore présente et cherche à s'excuser avec un gros gâteau, que Wallace accepte avec candeur. Elle indique mine de rien que sa chienne est souffrante, puis s'en va.
Gromit, inquiet, se rend chez Piella pour retrouver Fluffy, mais se fait piéger par sa maîtresse et est enfermé à la cave, auprès de la chienne meurtrie et tremblante, Piella ayant désormais les mains libres pour tuer le treizième boulanger. Les deux animaux s'entraident et s'échappent en utilisant la montgolfière publicitaire stockée à la cave, encore fonctionnelle, arrivant par les airs chez Wallace alors qu'il allume la bougie sur le gâteau, qui s'avère être la mèche d'une bombe. Fluffy affronte Piella à mains nues à l'aide d'un chariot élévateur, et cette dernière finit par s'enfuir dans la montgolfière alors que la bombe explose, heureusement sans dommages grave grâce à l'ingéniosité de Gromit. Mais le ballon ne peut prendre de l'altitude, Piella étant trop lourde, ce qui l'amène à terminer sa course dans la fosse aux crocodiles, où elle se fait cette fois dévorer.
Wallace et Gromit sont moroses et tristes, vivant tous les deux un chagrin d'amour véritable. Tandis qu'ils se remettent au travail, ils ont la surprise en sortant du garage en voiture de voir Fluffy en larmes dans leur jardin. Ils lui proposent de venir avec eux, ce qu'elle accepte avec joie. Tous trois s'en vont livrer de bon matin.

## Fiche technique
- Titre original : Wallace and Gromit: A Matter of Loaf and Death
- Titre français : Wallace et Gromit: Sacré Pétrin ou Wallace et Gromit: Un sacré pétrin ![1]
- Réalisation : Nick Park
- Scénario : Nick Park et Bob Baker
- Musique : Julian Nott
- Direction artistique : Matt Perry
- Photographie : Dave Alex Riddett
- Son : Adrian Rhodes
- Montage : David McCormick
- Production : Miles Bullough, Peter Lord, Steve Pegram, David Sproxton
- Société de production : Aardman Animations
- Pays de production :  Royaume-Uni
- Langue originale : anglais
- Format : couleurs - 35 mm - 1,78:1 - Dolby Digital
- Genre : animation, comédie
- Durée : 30 minutes
- Dates de sortie :
  - Australie : 3 décembre 2008
  - France : 24 décembre 2008 (diffusion à la télévision sur M6[réf. nécessaire])
  - Royaume-Uni : 25 décembre 2008

## Distribution
- Peter Sallis (VF : Jean-Loup Horwitz) : Wallace
- Sally Lindsay (VF : Marion Game) : Piella Bakewell
- Melissa Collier : Fluffles
- Sarah Laborde : Bake O Lite Singer
- Geraldine McEwan : Miss Thripp
- Ben Whitehead (VF : Michel Dodane) : Bob the Baker

## Distinctions

### Récompenses
- 2009 : Children's Jury Award (Chicago International Children's Film Festival) Animated Short Film or Video : Nick Park
- 2009 : BAFTA Film Award Best Short Animation : Steve Pegram, Bob Baker, Nick Park[2]
- 2009 : Annie Awards (en) : Aardman Animations Ltd[3]

### Nominations
- 2009 : Cartoon d'or (en) : Nick Park
- 2009 : Broadcasting Press Guild Award Best Comedy/Entertainment : Steve Pegram, Bob Baker, Nick Park
- 2010 : Oscar du meilleur court métrage d'animation : Nick Park[4]

### Commentaires
- On peut voir l'avis de recherche d'un manchot collé sur le mur du zoo au début du film. Ce pourrait être Feather McGraw qui est le personnage d'Un mauvais pantalon, un précédent court métrage de Wallace et Gromit.
- Une scène célèbre du film Ghost est parodiée, avec la chanson Unchained Melody, lorsque Wallace et Piella s'exercent à pétrir de la pâte à pain sur un tour de potier.
- Dans la chambre de Gromit, on peut apercevoir l'affiche d'un film fictif intitulé Citizen Canine, référence au film d'Orson Welles, Citizen Kane.
- Le Bakewell est une sorte de gâteau britannique avec de la crème et des fruits.